# Ilio DiPaolo
Ilio DiPaolo (Introdacqua, 8 novembre 1926 – Hamburg, 5 maggio 1995) è stato un wrestler e ristoratore italiano.

## Carriera da professionista
Nel 1949 emigrò in Venezuela dove incontrò Toots Mondt, un procuratore di wrestling che vide in lui un potenziale campione. In attesa del visto per entrare in USA, Di Paolo si trasferì nella Repubblica Dominicana. Quindi nel 1951 emigrò a Buffalo, New York. Iniziò a lavorare per Frank Tunney un organizzatore di eventi di wrestling nella zona di Toronto in Canada ed in quel periodo formò un team con Whipper Billy Watson per vincere il Campionato Canadese NWA Canadian Open Tag Team Championship. 

Nel 1968 combatté contro Pat O'Connor per il Campionato del Mondo (NWA World Heavyweight Championship). Si ritirò dall'attività agonistica nel 1965.

## Vita personale
Sposò Ethel Martinez nel 1952 ed ebbe quattro figli. Aprì il suo primo locale, una pizzeria, negli anni ‘60, ma fu distrutto da un incendio. Quindi alla fine degli anni '60 aprì un ristorante italiano con il suo nome a Blasdell (New York).
Nel 2003 Ilio DiPaolo fu premiato con New York State Award da Professional Wrestling Hall of Fame and Museum. La famiglia DiPaolo fu premiata con l'inclusione nel New York Chapter of the National Wrestling Hall of Fame per la creazione della fondazione Ilio DiPaolo Scholarship che sostiene le scuole di wrestling.